# Köleséri Sámuel (lelkész)
Id. Köleséri Sámuel (Nagyvárad, 1634 – Debrecen, 1683. július 16.) református lelkész és egyházi író, korának jelentős szónoka.

## Életpályája
Köleséri Mihály és Kalmár Anna gyermekeként született. Tanulmányait Nagyváradon kezdte, tanárai voltak Topheus Mihály és Enyedi Sámuel.
1654. május 22-én Németalföldre utazott, augusztus 19-től a leideni egyetemen tanult. Sok időt töltött Angliában, ahol tökéletesen megtanult angolul, szónokolt is angol nyelven.
1657-ben tért haza puritán eszmékkel, Nagyváradon teológiai tanár lett. 1659. január 24-én eljegyezte Debrecenben Damián Annát, majd hazaköltöztek Nagyváradra. Váradon ekkor kezdték nyomtatni a magyar Bibliát (úgynevezett váradi biblia), amihez Köleséri oldaljegyzeteket írt, és javította Károlyi Gáspár szövegét. 1659-től lelkész Szendrőn (8 évig és 3 hónapig), itt született fia 1663-ban, ifj. Köleséri Sámuel orvos
1668-tól Tokajban volt lelkész. Az üldözések miatt el kellett meneküljön, Debrecenbe ment és itt lelkész lett 1672-ben. 1681. október 22-én esperessé és egyházkerületi jegyzővé választották.
Megjelentek: disputációi, gyászbeszédei, prédikációi, imádságai és alkalmi versei. Kiadta mostohaapja, Czeglédi István egyik leghíresebb és legértékesebb munkáját „Sion várának” (Kolozsvár, 1657) a vallási üldözések miatt félbemaradt kiadását. Megírta Czeglédi István életrajzát, és csatolta ehhez a munkához.
1683. július 16-án halt meg Debrecenben.

## Művei
Irodalmi munkásságát teológiai értekezések, prédikációk, alkalmi beszédek és versek alkotják:
- Disputatio Logica, De Legibus Scientificiis, 1655
- Disputatio Theologica De Christi Potestate, 1655
- Disputatio Theologica Textualis, 1655
- Idvesség sarka, 1666 (Sárospatak)
- Bankodo lelek Nyögesi
- Szem gyönyörűsegenek mertekletes Siratasa, avagy ... Halotti rövid elmélkedés
- Apostoli köszöntés
- Arany alma (prédikációk), 1673 (Kolozsvár)
- Atyai dorgálásnak jó ízű gyümölcse, 1675 (Kolozsvár)
- Szent Írás rámájára vontatott fél–keresztyén
- Keserü-Edes; avagy ... idvességes elmélkedés
- Istenének és nemzeténekvégig híven szolgáló Dávid Patriarchia
- Josue szent maga-el-tökellese, avagy. Haz nepbeli isteni tiszteletnek es könyörgesnek gyakorlasa
- Ertelmes catechizalasnak szükseges volta
- Sion vára, 1657 (Kolozsvár)

## Szent Írás rámájára vontatott fél-keresztyén
A „Fél-keresztyén” műfaja az angol conduct-booknak felel meg, aminek jelentését magyarul az „istenes és tisztességes élet vezérkönyve” kifejezéssel lehet megfelelően visszaadni. A vezérkönyv feladata az volt, hogy programszerűen megfogalmazza a „tennivalókat” a lelki életben. Köleséri így fogalmazza meg műve célkitűzését: „hizelkedés nélkül le–vonnya az áll arczát és meg – mutattya ki légyen a’ rothatt és ép, Fél és egész keresztyén.”
Köleséri célja művével, hogy megmutassa a megtéretlen embereknek, hogy a kegyelemmel nem rendelkező ember mennyire a kegyesség formája szerint élhet, milyen magas tisztjei lehetnek, de mégsem jut be a mennyek országába. Művében megpróbálja bemutatni, hogy mennyire nehéz és embert próbáló az üdvösség útja és, hogy mennyire sok követelménynek kell megfelelni.
A „Fél-keresztyén” című művében Köleséri az emberre összpontosít, éppen csak felsejlik Krisztus és a sátán alakja. Az emberrel kapcsolatos témáknak is csak bizonyos oldalait taglalja, számára az Istennel való kapcsolat az elsőrendű.
A történelmi események nagy hatással voltak a „Fél–keresztyén” munkájának témaválasztásaira. 1661 után a puritánus mozgalom meggyengült, lassan elhaltak a társadalmi és egyházszervezeti reformkezdeményezései. Ebben az időszakban sokan katolizáltak. Köleséri ebben a szellemi környezetben buzdít állhatatosságra a „Fél–keresztyén” című művével.

## Tanulmány
- Pótor Imre: Tanulmányok egyházunk múltjáról

## Külső hivatkozás
- Szinnyei József: Magyar írók élete és munkái
- 91. pdf| Erdős Zoltán: Antropológia és etika Köleséri Sámuel műveiben[halott link]